# Beulah Bondi
Beulah Bondi est une actrice américaine, née Beulah Bondy le 3 mai 1889 à Valparaiso (Indiana) et morte le 11 janvier 1981 à Los Angeles (Californie).

## Biographie
Beulah Bondi se produit d'abord au théâtre, la première fois à huit ans, en 1896, dans sa ville natale (rôle du Petit Lord Fauntleroy), plus tard à Broadway, entre 1925 et 1953, exclusivement dans des pièces de théâtre.
Au cinéma, elle débute en 1931, avec l'adaptation d'une pièce qu'elle venait de jouer à Broadway, Scène de la rue (Street Scene), et un film de John Ford, Arrowsmith. Fait particulier, elle jouera la mère de James Stewart dans quatre films, dont Monsieur Smith au Sénat (1939) et La vie est belle (1946). Elle participe à un dernier film en 1963.
De 1952 à 1976, elle apparaît à la télévision, dans plusieurs séries et un unique téléfilm (en 1972).
Son ultime prestation en 1976, dans un épisode de la série télévisée La Famille des collines (The Waltons) (elle en avait déjà tourné un en 1974), lui vaut en 1977 un Emmy Award de la « Meilleure Actrice pour un rôle unique dans une série » (Outstanding Lead Actress for a Single Appearance in a Drama or Comedy Series). Précédemment, elle avait eu deux nominations à l'Oscar de la meilleure actrice dans un second rôle, en 1937 (pour L'Enchanteresse) et 1939 (pour Of Human Hearts).
Pour sa contribution au cinéma, une étoile lui est dédiée sur le Walk of Fame d'Hollywood Boulevard.

## Filmographie partielle

### Au cinéma
- 1931 : Scène de la rue (Street Scene), de King Vidor
- 1931 : Arrowsmith, de John Ford
- 1932 : Pluie (Rain) de Lewis Milestone
- 1933 : The Stranger's Return de King Vidor
- 1933 : Christopher Bean de Sam Wood
- 1934 : Deux tout seuls (Two Alone) d'Elliott Nugent
- 1934 : Ready for Love de Marion Gering
- 1934 : L'Ombre du passé (Registered Nurse) de Robert Florey
- 1934 : Filles d'Amérique (Finishing School) de George Nichols Jr. et Wanda Tuchock
- 1935 : Bad Boy de John G. Blystone
- 1935 : La Bonne Fée (The Good Fairy) de William Wyler
- 1936 : La Fille du bois maudit (The Trail of the Lonesome Pine) d'Henry Hathaway
- 1936 : Le Diable au corps (The Moon's Our Home) de William A. Seiter
- 1936 : The Case Against Mrs Ames de William A. Seiter
- 1936 : Hearts Divided de Frank Borzage
- 1936 : L'Enchanteresse (The Gorgeous Hussy) de Clarence Brown
- 1936 : Le Rayon invisible (The Invisible Ray) de Lambert Hillyer
- 1937 : Le Démon sur la ville (Maid of Salem) de Frank Lloyd
- 1937 : Place aux jeunes ou Au crépuscule de la vie (Make Way for Tomorrow) de Leo McCarey
- 1937 : Les Flibustiers (The Buccaneer) de Cecil B. DeMille
- 1938 : Of Human Hearts de Clarence Brown
- 1938 : Mariage incognito (Vivacious Lady) de George Stevens
- 1938 : Nuits de bal (The Sisters) d'Anatole Litvak
- 1939 : Monsieur Smith au Sénat (Mr. Smith goes to Washington) de Frank Capra
- 1939 : On Borrowed Time de Harold S. Bucquet
- 1939 : Les Petites Pestes (The Under-Pup) de Richard Wallace
- 1940 : L’Aventure d’une nuit (Remember the Night) de Mitchell Leisen
- 1940 : Une petite ville sans histoire (Our Town) de Sam Wood
- 1940 : The Captain  is a Lady de Robert B. Sinclair
- 1941 : La Chanson du passé (Penny Serenade) de George Stevens
- 1941 : Le Retour du proscrit (The Shepherd of the Hills) de Henry Hathaway
- 1943 : Tonight we raid Calais de John Brahm
- 1944 : I Love a Soldier de Mark Sandrich
- 1944 : Our Hearts were Young and Gay de Lewis Allen
- 1944 : Le bonheur est pour demain (And Now Tomorrow) de Irving Pichel
- 1945 : L'Homme du Sud (The Southerner) de Jean Renoir
- 1945 : Retour aux Philippines (Back to Bataan) de Edward Dmytryk
- 1946 : Sister Kenny de Dudley Nichols
- 1946 : La vie est belle (It's a Wonderful Life) de Frank Capra
- 1947 : High Conquest (en) d'Irving Allen
- 1948 : Deux Sacrées Canailles (The Sainted Sisters) de William D. Russell
- 1948 : La Fosse aux serpents (The Snake Pit) d'Anatole Litvak
- 1948 : Danny, le petit mouton noir (So Dear to My Heart), de Harold D. Schuster et Hamilton Luske
- 1949 : Cinq Millions dans une poubelle (Mr. Soft Touch) de Gordon Douglas et Henry Levin
- 1949 : Le Livre noir (Reign of Terror ou The Black Book), d'Anthony Mann
- 1950 : Le Baron de l’Arizona (The Baron of Arizona) de Samuel Fuller
- 1950 : Les Furies (The Furies) d'Anthony Mann
- 1952 : L'Étoile du destin (Lone Star) de Vincent Sherman
- 1953 : Lune de miel au Brésil (Latin Lovers) de Mervyn LeRoy
- 1954 : Track of the Cat de William A. Wellman
- 1956 : Les Échappés du néant (Back from Eternity) de John Farrow
- 1957 : La Femme et le rôdeur (The Unholy Wife) de John Farrow
- 1959 : Simon le pêcheur (The Big Fisherman) de Frank Borzage
- 1959 : Ils n'ont que vingt ans (The Summer Place) de Delmer Daves
- 1961 : Tammy tell me True de Harry Keller
- 1962 : Les Amours enchantées (The Wonderful World of the Brothers Grimm) de Henry Levin et George Pal
- 1963 : Tammy and the Doctor de Harry Keller

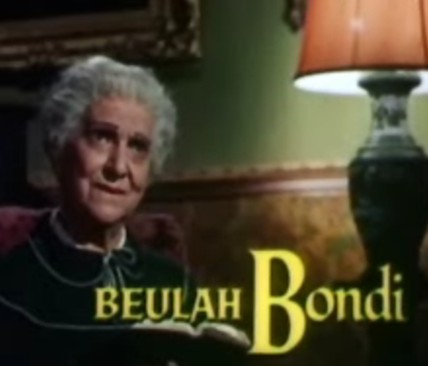
Dans La Femme et le rôdeur (1957)

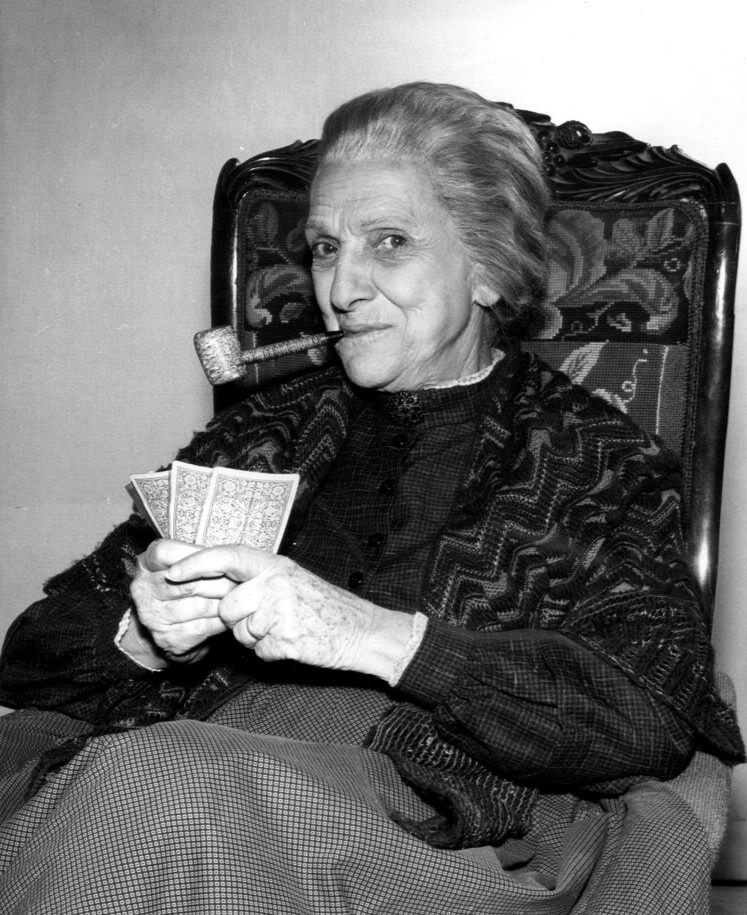
Dans La Grande Caravane (1961)

### À la télévision
(séries, sauf mention contraire)
- 1955 : Alfred Hitchcock présente (Alfred Hitchcock presents), Saison 1, épisode 8 Our Cook's a Treasure de Robert Stevens
- 1961 : La Grande Caravane (Wagon Train), Saison 4, épisode 19 The Prairie Story de Mitchell Leisen
- 1961 : Route 66 (titre original), Saison 2, épisode 13 Burning for Burning de Charles F. Haas
- 1963 : Première série Perry Mason, Saison 7 épisode 1 The Case of the Nebulous Nephew
- 1972 : L'Attente (She waits), téléfilm de Delbert Mann
- 1974-1976 : La Famille des collines (The Waltons), Saison 3, épisode 1 The Conflict (1974) de Ralph Senensky ; Saison 5, épisode 11 The Pony Cart (1976) de Ralph Senensky

## Théâtre
Pièces jouées à Broadway
- 1925-1926 : One of the Family de Kenneth S. Webb, avec Louise Closser Hale, Grant Mitchell, Mary Philips
- 1927 : Mariners de Clemence Dane
- 1927-1928 : Saturday's Children de Maxwell Anderson, avec Humphrey Bogart, Ruth Gordon
- 1928 : Cock Robin de Philip Barry et Elmer Rice, avec Howard Freeman
- 1929-1930 : Street Scene d'Elmer Rice, avec Astrid Allwyn, Erin O'Brien-Moore, John Qualen (adaptée au cinéma en 1931 : voir ci-dessus "Filmographie partielle")
- 1930 : Milestones d'Arnold Bennett et Edward Knoblauch, avec Ernest Cossart, Selena Royle
- 1932 : Distant Drums de Dan Totheroth, avec Arthur Hohl
- 1932-1933 : The Late Christopher Bean, adaptation de Sidney Howard, d'après la pièce Prenez garde à la peinture de René Fauchois, avec Walter Connolly (adaptée au cinéma en 1933 : voir ci-dessus "Filmographie partielle")
- 1934 : Mother Lode de Dan Totheroth et George O'Neil, avec Thomas Chalmers, Melvyn Douglas (également metteur en scène), Barbara O'Neil, Tex Ritter
- 1950 : Hilda Crane de Samson Raphaelson, mise en scène par Hume Cronyn, avec Jessica Tandy, John Alexander
- 1953 : On borrowed Time de Paul Osborn, avec Victor Moore, Leo G. Carroll

## Récompense
- 1977 : Emmy Award de la meilleure actrice, pour un rôle unique (« Outstanding Lead Actress for a Single Appearance in a Drama or Comedy Series »), dans la série La Famille des collines.